# Croix et Délices
Pour plus de détails, voir Fiche technique et Distribution.
Croix et Délices (Croce e delizia) est une comédie italienne réalisée par Luciano De Crescenzo et sorti en 1995.
Le film est adapté du roman du même nom de De Crescenzo.

## Synopsis
À Paris, une petite troupe tourne un film adapté de La traviata. L'acteur Alberto Sanna incarne Alberto et la costumière Rosa, qui a eu une brève aventure avec lui des années auparavant, l'observe jouer et en a le souffle coupé. Elle pleure la protagoniste Violetta qui renonce à l'amour. Pour cette femme, qui n'est plus toute jeune, l'identification avec Violetta est totale, même si on lui a dit que dans La Dame aux camélias d'Alexandre Dumas fils, elle s'appelait Margherita.
Entre-temps, trois techniciens romains de la troupe organisent une séance où Madame X, une diseuse de bonne aventure, fait croire à Rosa, pour se moquer d'elle, qu'elle est bien la réincarnation de Violetta. La costumière consulte ses cartes, confirme et ajoute que l'héroïne de Verdi ne veut pas que son drame se répète depuis l'au-delà.
Rosa est de plus en plus émotive (elle va même se recueillir sur la tombe d'Alphonsine Plessis au cimetière de Montmartre), si bien qu'un jour, alors que l'on tourne sur le plateau les fameux adieux, Rosa fait irruption sur la scène et est la proie d'un infarctus. Elle se retrouve à l'hôpital. Le tournage du film se poursuit avec de nombreuses difficultés : le réalisateur accepte passivement les querelles avec le conseiller historique ; les techniciens se mettent en grève et le producteur, qui a des arriérés de salaire, pense que la société n'a pas de chance à cause de trop d'accidents (pluie, lustres qui tombent par terre).
Rosa s'enfuit de l'hôpital car elle a appris que Sanna, grand séducteur, a des relations avec une jeune Française, Juliette. Pour la costumière, toujours amoureuse d'Alberto, l'attaque est fatale. Un second infarctus survient et elle meurt sur scène dans le rôle de la Dame aux camélias, entourée de toute la troupe, silencieuse et émue.

## Fiche technique
- Titre original : Croce e delizia[1]
- Titre français : Croix et Délices[2]
- Réalisation : Luciano De Crescenzo
- Scénario : Riccardo Pazzaglia, Luciano De Crescenzo d'après son roman
- Photographie : Danilo Desideri
- Montage : Raimondo Crociani
- Musique : Claudio Capponi (it), Alessio Vlad (it)
- Décors : Gianni Giovagnoni
- Costumes : Paola De Crescenzo, Tiziana Mancini
- Société de production : Urania Film, Mediaset
- Pays d'origine :  Italie
- Langue originale : italien
- Format : couleur - Son stéréo
- Genre : comédie
- Durée : 100 minutes
- Dates de sortie : 
  - Italie : 6 octobre 1995

## Distribution
- Marina Confalone : Rosa
- Sergio Solli : Ascanio
- Teo Teocoli : Alberto Sanna
- Renato Scarpa : le producteur
- Riccardo Pazzaglia : le réalisateur
- Massimo Wertmüller : L'âme noire
- Isabella Rossellini : Madame X
- Adriana Volpe : Barbara
- Fanny Cadeo : Juliette
- Luciano De Crescenzo : le professeur
- Francesco Pannofino : L'ourson
- Angelo Bernabucci : Le gardien